# Taougrite
 (mai 2018).
Taougrite est une commune de la wilaya de Chlef en Algérie, située dans le massif montagneux du Dahra orné d'une grande forêt qui s'étend de Ténès à Mostaganem .
Elle s'appelait Paul Robert durant la colonisation française et est connue pour la présence des vestiges Romains d'El-Kalaa, situés dans la localité de Sidi Aissa, aux confins de Sidi M'hamed Ben Ali. Elle s'étend sur 256 km² et compte environ 45 000 habitants. Son code postal est 02350.
Taougrite est le chef-lieu de la daïra dont elle est éponyme. Le nom est d'origine berbère.

## Géographie

### Situation
Taougrite se situe dans la wilaya de Chlef. Proche de la mer, le village est situé à 35 km d'El Guelta (commune d'El Marsa).
Le village le plus proche est Aïn Serdoune ; Mazouna est à 22 kilomètres, Sidi M'Hamed Ben Ali à 12 km (Renault auparavant), Aïn Merane à 15 km, Dahra à 10 km, Sidi Moussa et Bordj El Baal à environ 20 km. La ville de Chlef se situe à 60 km.

### Relief, géologie, hydrographie
Taougrite est située au cœur des collines du massif du Dahra, dominé par le Mont Zaccar, qui constitue une ceinture montagneuse séparant la wilaya de Relizane, au sud, de la mer Méditerranée au nord. La relief développe des collines calcaires d'une hauteur moyenne de 600 mètres, profondément creusées par des ravines et truffées de grottes nombreuses.
Le climat est de type méditerranéen, mais marqué par l'altitude.
L'hiver est froid, avec neige, pluies et brume.
L'été est relativement frais, au point que les terres cultivées sont en retard pour les moissons par rapport aux normes.

### Transports
Les transports relèvent du secteur privé. Les véhicules de marques Peugeot, Karzan et J9 sont les plus communs dans les transports routiers algériens. Le HIGER est une marque de bus très utilisée pour les longs trajets.

### Lieux-dits, quartiers et hameaux
Les villages de Chaabnia, Sidi Aissa, El-Mkhalfia, Titaouine, Sadaoua, nwayria, sidi youcef, ouled boudouma, elhraretha et Elmalaab, situés à proximité, sont rattachés à Taougrite. Autrefois, c'était ouled abdellah (arche c'est l'appartenance à la région de Taougrite).

### Urbanisme
C'est une commune dont l'habitat est en partie hérité de l'époque coloniale, mais largement renouvelé depuis l'indépendance: on trouve des habitats de l'époque française tels que la SAS, la Cave, la poste, l'école, et ceux réalisés depuis 1962.

## Toponymie
Le toponyme Taougrite pourrait provenir du féminin du mot berbère « agri » : (t)-w-agri-(t) qui signifie « l'humidité »; ainsi Taougrite pourrait signifier : « la terre humide » ou « l'endroit humide ».

## Histoire
De nombreux vestiges romains sont présents aux alentours de Taougrite (Kalaa sidi aissa, Sidi Bou Chaïb...).
Fondé et peuplé en 1911 durant la colonisation française à l’emplacement de la petite localité berbère de Dechra, le village de Taougrite prendra le nom de Paul-Robert le 7 juillet 1913, en hommage au maire d'Orléansville de 1904 à 1910.

## Démographie
En 2008 la population est estimée à 48 000 habitants .

## Économie
Pendant la colonisation française, Taougrite est un important centre viticole, dont la coopérative d'une capacité de 50 000 hl sera créée en 1920. Les coteaux produisaient un cru fort apprécié, également nommé Paul Robert. Il était reconnu en France et en Algérie et obtint des médailles d'argent au Concours Général Agricole pour son vin en 1951, 1953 et 1954.
Après la colonisation et avec l'indépendance de l'Algérie, on a commencé à retirer la vigne et la remplacer par la culture du blé dur, blé tendre et l'orge avec une terre très fertile.

## Vie quotidienne
L’électricité est introduite à Taougrite en 1945.
Actuellement tous les habitants de Taougrite sont dotés de électricité, eau et gaz naturel.

## Patrimoine
El Kalaa comporte les restes d'une ville antique romaine datée du IVe siècle.

## Personnalités
Paul Robert, créateur du "Petit Robert", rend visite à Taougrite en 1932.
Marcel-Edmond Naegelen, ancien député socialiste, ministre et gouverneur général de l'Algérie, rend visite à Taougrite en 1950.
Philippe Lamour, rend visite à Taougrite en 1952.

## Sources, notes et références
1. ↑  « Wilaya de Chlef : répartition de la population résidente des ménages ordinaires et collectifs, selon la commune de résidence et la dispersion ». Données du recensement général de la population et de l'habitat de 2008 sur le site de l'ONS.
2. ↑  Kamal Naït-Zerrad, Dictionnaire des racines berbères : formes attestées. Ḍ-GEY. III, Peeters Publishers, décembre 2001, 946 p. (ISBN 978-90-429-1076-8, lire en ligne)
3. ↑  « Castellum TINGITANUM, Association El Athar Chlef - Les sites historiques », sur castellum-tingitanum.org (consulté le 28 février 2021).